# HD 45018
HD 45018，又名CD-25 3189，SAO 171688、HR 2311，是一颗恒星，视星等为5.63，位于銀經233.44，銀緯-17.04，其B1900.0坐标为赤經6h 19m 52.1s，赤緯-25° -17.04′ 24″。